# Кожоналиев, Кубатбек Азатович
Кубатбек Азатович Кожоналиев (род. 16 августа 1958, Быстровка, Фрунзенская область) — советский, киргизский юрист; генерал-майор юстиции (2003), Государственный советник юстиции 3-класса (2004); киргизский государственный деятель, военный прокурор Кыргызской Республики (2000—2003).

## Биография
Родился в семье военнослужащего. Окончил 8 классов школы № 17 (г. Фрунзе), в 1978 г. — Фрунзенский строительный техникум. В 1978—1980 гг. проходил действительную срочную военную службу в войсках правительственной связи КГБ СССР (войсковая часть 28685, пос. Песчанка близ Читы, Забайкальский военный округ).
В 1985 г. с отличием окончил юридический факультет Киргизского государственного университета имени 50-летия СССР; до января 1987 г. — преподаватель криминалистики кафедры уголовного права и процесса юридического факультета.
С января 1987 г. — на действительной военной службе, командир взвода войсковой части 52816 (в 8-й гвардейской им. Героя Советского Союза генерал-майора И. В. Панфилова дивизии). С апреля 1987 г. — следователь военной прокуратуры Фрунзенского гарнизона Среднеазиатского военного округа. В мае—июле 1987 г. принимал участие в ликвидации последствий аварии на Чернобыльской АЭС в должности следователя 110-й военной прокуратуры Киевского военного округа. С декабря 1988 г. — старший следователь военной прокуратуры Фрунзенского гарнизона. В 1989 г. в составе следственной группы Прокуратуры СССР участвовал в расследовании апрельских событий в Тбилиси; за выполнение этого задания был награждён медалью «За боевые заслуги».
В октябре 1991 г. уволен в запас; референт отдела экспертизы законов и подготовки законопроектов, с июня 1992 г. — заведующий отделом правоохранительных органов и обороны Аппарата Президента Кыргызской Республики. Участвовал в правовом и организационном обеспечении деятельности Президента — Главнокомандующего Вооруженными Силами Кыргызской Республики, в укреплении правовой основы и организации деятельности Вооружённых Сил спецслужб и правоохранительных органов Кыргызстана, в сохранении и укреплении международного военного и правового сотрудничества государств — участников СНГ.
С 16 марта 1993 г. — Военный прокурор Кыргызской Республики. Создавал и организовывал деятельность военной прокуратуры и военного суда Кыргызской Республики; участвовал в обеспечении законности, правопорядка, воинской дисциплины и организации борьбы с преступностью в Вооружённых Силах республики в период массового уклонения от военной службы и исполнения своих обязанностей как военнослужащих срочной службы, так и кадрового состава; в укреплении международного правового военного сотрудничества со странами СНГ, в подготовке и заключении неотложных межгосударственных, межправительственных и межведомственных договоров и соглашений. Организовал практическое взаимодействие с командованием Группы пограничных войск Российской Федерации в Кыргызской Республике и органами военной юстиции Российской Федерации в борьбе с преступностью, укреплении законности и правопорядка в воинских частях и учреждениях, повышении их боеготовности и боеспособности.
С июня 1997 по декабрь 1999 г. — заместитель министра национальной безопасности Кыргызстана: курировал правовые вопросы, деятельность следственных и оперативных подразделений по борьбе с преступностью.
С 24 декабря 1999 г. — заместитель руководителя Администрации Президента Кыргызской Республики, курировал правовые вопросы, деятельность правоохранительных органов и судов.
С 10 апреля 2000 по 29 декабря 2003 г. — заместитель Генерального Прокурора Кыргызской Республики — Военный прокурор Кыргызской Республики. 19 ноября 2003 г. присвоено звание «генерал-майор юстиции».
С декабря 2003 по январь 2005 г. — прокурор Джалал-Абадской области, с марта по 31 октября 2005 г. — заместитель прокурора Чуйской области. 17 августа 2006 г. по собственному желанию уволился из органов прокуратуры Кыргызстана. В 2006 г. в качестве эксперта принял участие в работе депутатской комиссии по разоблачению провокации с наркотиками, осуществлённой Ж. С. Бакиевым (заместителем Председателя СНБ, братом бывшего Президента страны К. С. Бакиева) в отношении депутата О. Ч. Текебаева; по материалам данной комиссии было отправлено в отставку руководство СНБ республики.
С 1 сентября 2006 г. работал старшим преподавателем, доцентом кафедры уголовного процесса и криминалистики Кыргызско-Российского Славянского университета имени Б. Н. Ельцина, с 1 сентября 2008 г. — доцентом кафедры конституционного права юридического института Киргизского национального университета имени Жусупа Баласагына. Имеет публикации по реформированию системы правоохранительных органов и спецслужб, по правовым вопросам. С ноября 2010 по июнь 2011 г. — советник ректора, председатель комиссии по этике; член Учёного Совета университета; участвовал в реформировании системы подготовки кадров университета.
5 октября 2012 г. арестован «по подозрению в покушении на насильственный захват власти»; 24 октября 2012 г. отпущен под домашний арест.
29 марта 2013 года Первомайский районный суд города Бишкек под председательством судьи А.Субанкулова оправдал К.Кожоналиева по всем статьям предъявленного обвинения.
С ноября 2015 года является заместителем председателя Республиканского Совета ветеранов войны, Вооруженных Сил, правоохранительных органов и тружеников тыла КР. http://vesti.kg/index.php?option=com_k2&view=item&id=38122:kyirgyizstan-prizyivayut-brat-primer-s-kazahstana-i-tozhe-chestvovat-veteranov-vs-i-silovyih-struktur&Itemid=83

## Награды и признание
- Медаль «За боевые заслуги» (27 июля 1990 года)[2] — за мужество и отвагу, проявленные при выполнении специального задания командования
- личное оружие — пистолет Макарова (1995)[12] — за большой вклад в боевую и мобилизационную готовность Вооружённых Сил Кыргызской Республики, успешное руководство и примерную службу
- Орден Дружбы (22 ноября 1997 года, Россия)[13] — за активную помощь Пограничной группе Федеральной пограничной службы Российской Федерации в Киргизской Республике в организации борьбы с преступностью, укреплении законности и правопорядка
- нагрудный знак «Почётный работник прокуратуры Кыргызской Республики» (2000)[14] — за продолжительную и безупречную службу в органах прокуратуры
- медаль «Ветеран Вооружённых Сил Кыргызской Республики» (2008)[15] — за вклад в укрепление обороноспособности государства, образцовое выполнение служебных обязанностей и безупречную службу
- медали Кыргызской Республики, Российской Федерации и Республики Украина
- ветеран органов прокуратуры Кыргызской республики (удостоверение № 090); пенсионер за особые заслуги перед Кыргызской Республикой (30.01.2010).
- Орден «Манас» III степени (31 декабря 2021 года) — за большие достижения в профессиональной деятельности[16].